# Hercules (Händel)
Hercules, HWV 60, és un drama musical en tres actes amb música de Georg Friedrich Händel. Fou compost entre juliol i agost de 1744. El llibret en anglès és obra del reverend Thomas Broughton, basada en Les traquínies de Sòfocles i el novè llibre de Les Metamorfosis d'Ovidi.

## Història de les representacions
Hercules es va estrenar en el King's Theatre de Londres el 5 de gener de 1745 en el format de concert. Va haver-hi només dues representacions en la temporada original. El paper de Lichas originàriament era petit i per a tenor, però va ser reescrit per a Susanna Cibber, es van allargar amb sis àries. La nit de l'estrena la cantant estava massa malalta i la música o bé es va ometre o es va redistribuir. Ella va cantar en la segona representació el 12 de gener, però la música per al cor "Wanton God" i l'ària "Cease, ruler of the day" ja mai es va utilitzar en aquesta òpera: l'ària va ser adaptada per al cor final de Theodora. L'obra va ser un fracàs total i va fer que Händel suspengués la temporada. Es van fer altres tres representacions, dues el 1749 i una el 1752, però el paper de Lichas es va suprimir i una gran part de la música es va eliminar.
Originàriament Hercules fou representada en el teatre però com un oratori, sense acció escènica. Es diu que això va contribuir al seu posterior abandonament, ja que no va funcionar la transició de l'església a la sala de concerts. La seva reposició en una revaluació en el context de la versió escènica fou aclamada per Romain Rolland, Henry Prunières, Paul Henry Lang entred' altres, que la consideraren com una de les obres mestres supremes de la seva època.
La primera representació moderna va tenir lloc a Münster el 1925.

## Personatges
| Personatge                      | Tessitura    | Repartiment de l'estrena el 5 de gener de 1745 |
| ------------------------------- | ------------ | ---------------------------------------------- |
| Hercules                        | baix         | Thomas Reinhold                                |
| Deyanira, esposa d'Hercules     | mezzosoprano | Anastasia Robinson                             |
| Íole, filla del rei de Ecalia   | soprano      | Elisabeth Duparc, anomenada "La Francesina"    |
| Fil, fill d'Hercules i Deyanira | tenor        | John Beard                                     |
| Licas, herald d'Hercules        | contralt     | Susannah Maria Cibber                          |

## Enregistraments
- 1968: Brian Priestman (dir.), amb l'Orquestra de la Ràdio de Viena: Louis Quilico (Hercules), Maureen Forrester (Deyanira), Teresa Stich-Randall (Íole), Alexander Young (Fil), Norma Lerer (Licas), Baruch Grabowski (un sacerdot), Gerhard Eder (un traquini); Martin Isepp (clavecí). (RCA LP SER 5569-71)
- 1995: John Eliot Gardiner (dir.), amb John Tomlinson.
- 2002: Marc Minkowski (dir.), amb Anne Sofie von Otter i Gidon Saks.

### Partitures i I-Book
- Partitura Arxivat 2012-12-17 at Archive.is d'Hèrcules: ed. Friedrich Chrysander, Leipzig, 1859; en anglès i alemany.
- Partitura completa d'Hèrcules (ed. Friedrich Crysander, Leipzig 1859) en anglès i alemany en format PDF del Projecte Biblioteca Internacional de Partitures Musicals.